# Zelia semirufa
Zelia semirufa är en tvåvingeart som först beskrevs av Wulp 1891.  Zelia semirufa ingår i släktet Zelia och familjen parasitflugor. Inga underarter finns listade i Catalogue of Life.